# بوريسلاف تسونيف
بوريسلاف تسونيف (بالبلغارية: Борислав Цонев)‏ (29 أبريل 1995 ببلاغويفغراد في بلغاريا - ) هو لاعب كرة قدم بلغاري في مركز الوسط. شارك مع منتخب بلغاريا تحت 17 سنة لكرة القدم ومنتخب بلغاريا تحت 19 سنة لكرة القدم ومنتخب بلغاريا تحت 21 سنة لكرة القدم. أما مع النوادي، فقد لعب مع ليفسكي صوفيا.

## روابط خارجية
- بوريسلاف تسونيف على موقع الاتحاد الأوربي (الإنجليزية)
- بوريسلاف تسونيف على موقع قاعدة بيانات كرة القدم.إي يو (الإنجليزية)
- بوريسلاف تسونيف على موقع ناشيونال فوتبول تيمز (الإنجليزية)
- بوريسلاف تسونيف على موقع Soccerway.com (الإنجليزية)